# 우리민족끼리
우리민족끼리(Uriminzokkiri, 우민끼)는 조선민주주의인민공화국 조국평화통일위원회(조평통)의 산하 조직 조선륙일오편집사에서 운영하고 있는 인터넷 선전 및 선동 매체로, 본사는 중화인민공화국 심양시에 있다. 2024년 1월 중순에 김정은 국무위원장이 최고인민회의 제14기 제10차회의에 연설한 지시에 따라 폐지될 가능성이 높다.

## 역사
우리민족끼리는 2003년 4월 1일부터 조평통의 성명과 담화의 내용을 게시하고, 자체의 웹사이트에서 만든 기사와 사진들을 싣고 있다. 그리고 개별적으로 만든 「우리 민족끼리TV」사이트를 통하여 동영상 화면을 올리고 있다. 또한, 이 사이트에서는 조선민주주의인민공화국에서 발행하고 있는 신문인 「로동신문」과 「통일신보」, 그리고 「민주조선」의 기사도 싣는다.
우리민족끼리는 조선민주주의인민공화국의 잡지인 「통일문학」, 「하나」, 조평통의 기관지 「우리민족끼리」, 영어와 중국어로 발간되는 「통일화보」의 기사들도 게재한다.
이밖에 「평양출판사」와 「금성청년출판사」에서 출판한 유명한 도서들과 화보접지들, 그리고 고대 유물과 유적지 소개 코너를 게시하였다. 그밖에도 금강산과 묘향산의 기본정보를 수록한 플래쉬몰, 그리고 평양온반과 닭냉국 등 동영상으로 통해 요리를 가르쳐 주는 〈조선민족요리〉라는 코너를 각각 개설하였다.
또, 한복의 역사와 만드는 법을 소개하고 한국의 여러 지방에서 입던 혼례복을 사진으로 통해 보여주는 〈조선민속의상〉, 게임과 전자도서관 코너를 개설하였다. 이 홈페이지는 한편, 해외동포들과 외국인에게 선전할 목적으로 외국어(일본어, 한문, 영어, 러시아어)판을 2004년부터 운영한 적이 있다.
2010년 8월부터는 트위터와 유튜브 계정도 운영하고 있다. 한때 페이스북 계정도 운영했지만 페이스북이 이용 약관 위반을 이유로 폐쇄했다. 2011년 3월 10일 우리민족끼리가 운영하는 트위터가 어느 미국인 사용자와 서로 팔로잉한 사실이 밝혀졌다.
2010년 12월 29일에는 대한민국 통일부의 통일 준비에 관한 2011년 업무계획을 흡수통일이라고 비난한 바 있다.
2020년 1월 4일에는 <최악의 정치인물>이란 기사에서 황교안 자유한국당 대표를 노골적으로 공격하는 글을 실었다. 또한, 민중의 소리를 인용하여 전광훈목사를 비판하는 글을 4회 연재하였다.

## 특징
우리민족끼리 로고에는 우리민족끼리와 조국평화통일위원회와 홈페이지가 쓰여 있고 한반도 모양이다. 문화어와 4개의 외국어(일본어, 중국어, 영어, 러시아어)를 지원한다. 언어는 대부분 문화어이며 김정은을 비롯한 김씨일가와 조선로동당을 찬양하는 글들이 많다. 독자투고는 익명 게시판이며 익명 글을 남기면 관리자의 승인을 거친 후 게시된다.

## 사건

### 사이버 공격 사건
2011년 1월 5일, 조선민주주의인민공화국의 홍보 사이트인 우리민족끼리에 세로반전으로 김정일과 김정은 부자를 비난하는 글이 게재됐다. 이 글의 앞글자를 따면 "김정일 미친놈 김정은 X새끼"이라는 글이 있었고, 누군가 올린 다른 글에서는 "김정일 미친 새끼"가 올라온 것으로 알려졌다. 디시인사이드 연평도 북괴도발 갤러리(이하 연북갤)의 한 사용자가 "야 우리민족끼리 사이트 털면(사이버 공격) 안되냐??"라는 제목의 글을 통해 "그거(우리민족끼리 사이트) 검문해서 올리는 모양인데 세로드립치면(세로반전하면) 안됨? 나 세로드립쳤는데 왠지 통과될거같은대(통과될 거 같은데)"라는 덧글을 게재한 바가 뒤늦게 알려져 화제가 됐다.
한편, 탈북자들이 만든 대북매체 자유북한방송은 우리민족끼리 독자게시판에 지난 2010년 12월 21일 〈첫 글자의 진리〉라는 제목의 시가 게재됐다가 삭제된 바 있다고 밝혔다. 자유북한방송 측은 이 시의 조회수가 300회가 넘었다고 전했다.
우리민족끼리에 김정일 비방글이 올려진 다음 날인 1월 6일 오후 8시부터 디시인사이드 연평도 북괴도발 갤러리가 디도스 공격으로 접속량이 폭증, 디시인사이드 서비스가 전반적인 장애를 겪었다. 이를 두고 일부 네티즌들은 이 공격이 조선민주주의인민공화국 측의 보복공격이 아니냐는 의혹을 제기했다.
디시인사이드가 디도스 공격을 받은 당일, 연북갤 등의 사용자들은 조선민주주의인민공화국 관련 웹사이트 해킹을 공언했다. 실제로 1월 7일 우리민족끼리 유튜브 계정에 "김정은 열차사건의 진실"이란 동영상이 올라왔으며 8일에는 우리민족끼리 트위터 계정에 김정일 부자를 비방하는 글이 게재됐다. 1월 8일은 김정은의 생일로 알려진 날이기도 하다.
8일 새벽에는 우리민족끼리 사이트가 해킹되어, 김정일 부자를 조롱하는 그림과 글이 첫 페이지에 걸리기도 했다. 또한, "백두산 3대 장군", "선군장정의 길", "선군정치학습" 배너가 "백두산 3대 도적", "인민 착취의 길", "폭군정치학습"으로 바뀌었다. 이와 관련 디시인사이드 '연북갤'에 "북한의 디도스 공격에 대한 보복 공격"이라는 누리꾼들의 글이 올라오기도 했다.
조선민주주의인민공화국 측은 이 일로 우리민족끼리를 운영해온 실무자들을 본국으로 소환한 것으로 알려졌다.
또한, 대한민국의 몇몇 언론들은 그 후 디시인사이드가 조선민주주의인민공화국의 것으로 추정되는 DDoS공격을 받은 후 이에 반발한 디시인사이드의 사용자들이 맞대응에 나서 다음 날 우리민족끼리 웹사이트를 DDoS공격, 사이트를 포함한 유튜브와 트위터 계정도 해킹하였고 언론들이 보도하였다.
이 사건의 원인으로 디시인사이드 대표인 김유식은 "정부의 미숙한 대응에 화가 난 누리꾼들이 반 북한적인 성격을 많이 갖게 되어 이런 해킹과 같은 사건이 일어났다"고 분석하였다.
이 사건은 대한민국 외에 중동권 언론 알자지라, 영국의 텔레그래프, 호주의 ABC BBC 라디오에도 보도됐다.
한편, 경찰 수사 결과‘연평도 북괴도발 갤러리(연북갤)’에 대한 디도스(DDoS) 공격은 정치적, 사회적 의도 없이 네티즌의 관심을 끌고자 한 10대가 저지른 것으로 밝혀졌다. 2011년 1월 28일 대한민국 경찰청 사이버테러대응센터는 디시인사이트 연북갤에 디도스 공격을 벌인 혐의로 문모씨를 불구속 입건했다고 밝혔다. 문씨는 연북갤을 공격한 같은 날 인터넷방송 아프리카TV 사이트도 공격한 것으로 전해졌다.
이 사건에 대해 민주당 김용석 서울시의원이 "과연, 우리 국민들이 자유롭게 북한사이트를 접속해도 되느냐?", "바로 국가보안법 위반", "국가정보원은 북한사이트 접속자들을 색출해서 조사하라."고 주장해 이번 해킹 사건이 국가보안법에 저촉되는지 논란이 있다. 하지만 이에 대해서 전직 국가정보원 출신의 한 관계자는 "북한 사이트를 방문했다고 무조건 국가보안법으로 처벌하는 것이 아니다. 국가이익을 해칠 의도가 있었는지 등 그 의도를 파악하고 조사해 처벌하는 것이다.", "북한 사이트를 해킹한 것은 조사는 필요하지만 처벌할 필요는 없는 것 같다."고 전했다.
또한 대한민국 통일부의 유권해석에 따르면 "대한민국 주민이 조선민주주의인민공화국의 인터넷 사이트를 접속하여 단순 열람하는 경우에는 북한주민접촉신고 절차가 필요 없으나 조선민주주의인민공화국 관련 단체가 운영하는 인터넷 사이트에 회원으로 가입하거나 채팅, 이메일 교환 등 상호 의사 교환이 이루어지는 경우에는 사전 신고하도록 되어 있다.
조선민주주의인민공화국 측은 우리민족끼리에〈우리(우리민족끼리) 홈페이지의 영향력을 막아보려는 비열한 도발행위〉라는 제목의 논평을 통해 "국내 네티즌들이 우리의 제도와 존엄을 모독하고 비난하는 글쪼박(조각)들을 올려놓고 적재해 놓은 자료들을 삭제하는 등 불법, 비법행위를 감행했다."며 "이는 우리 홈페이지에 대한 용납할 수 없는 도전이고 도발."이라고 비난하고 이어 "남조선(대한민국)의 인터넷 사이트인 《디씨인사이드》에 등록된 《코메디 갤러리》라는 인터넷 카페 가입자들이 이번 행위를 저들의 소행이라고 주장하면서 마치 우리가 자기들의 싸이트에 대한 디도스공격을 했기 때문에 이번에 그에 대한 반격을 한것처럼 여론을 오도하고있다."며 "우리는 지금까지 그 어떤 불법해킹을 한 적도 없다."고 주장했다.  한편, "이번에 감행된 불법, 무법의 해킹행위를 철저히 조사하고 관련자들을 엄격히 처벌해야 할 것."이라는 반응을 보였다.

### 어나니머스 해킹 사건
2013년 4월 2일, 국제적 해킹 집단 어나니머스는 성명을 통해 조선민주주의인민공화국 정부에게 "북한의 인트라넷, 메일 서버와 우리민족끼리 사이트를 해킹하여 회원 계정 1만 5천개 등 많은 데이터를 확보했다."며 "조선민주주의인민공화국 정부가 핵무기 개발을 포기할 것.", "김정은이 사퇴할 것.", "조선민주주의인민공화국을 직접 민주주의체제로 바꿀 것.", "모든 시민에 검열 없는 인터넷 접속 제공." 등의 요구사항을 들어주지 않으면 사이버 전쟁 또한 불사하겠다고 선언하였다.
조선민주주의인민공화국이 자신들의 요구 사항에 불응하자, 이틀 뒤인 2013년 4월 4일, 약 9000여명의 우리민족끼리 홈페이지 가입자 명단을 공개하였고, 우리민족끼리 트위터 계정을 해킹하였다. 유출된 가입자 명단에는 아이디, 성별, 이름, 생년월일, 이메일주소, 국가코드 등의 개인정보가 담겨 있었으며, 공개된 메일 주소는 외국계 메일 계정 뿐만 아니라 네이버, 다음, 네이트 등의 대한민국 포탈 메일 계정 및 언론사, 대학과 관련된 이메일 계정이 다수 포함되어 있었다.
우리민족끼리의 트위터 계정은 해킹으로 인해 'Tango Down'이라는 이미지로 프로필 사진이 변경되었고 'Hacked'라는 트윗과 함께 해시태그로 《우리민족끼리 보관됨 2016-03-07 - 웨이백 머신》《우리민족끼리TV 보관됨 2013-04-03 - 웨이백 머신》《Flickr: 우리민족끼리's Photostream》《우리민족강당》《구국전선》《려명》《류경 보관됨 2019-05-27 - 웨이백 머신》이상 7개의 사이트가 지목되었다. 지목된 사이트들은 모두 접속이 불가능하였으며, 이것은 어나니머스의 사이버공격으로 인한 접속장애로 보였다.
어나니머스는 이틀 뒤 후속 조치로 조선민주주의인민공화국의 기관내 팩스번호 187개를 공개하였다.

## 같이 보기
- 우리민족끼리 (대한민국) - 조선민주주의인민공화국을 비판하기 위해 우리민족끼리를 베껴 만든 대한민국의 웹사이트
- 내나라 (웹사이트)
- 민중의 소리
- 디시인사이드